# EO Большого Пса
EO Большого Пса (лат. EO Canis Majoris) — одиночная переменная звезда в созвездии Большого Пса на расстоянии (вычисленном из значения параллакса) приблизительно 32229 световых лет (около 9881 парсека) от Солнца. Видимая звёздная величина звезды — от более +18m до +12,6m.

## Характеристики
EO Большого Пса — красная пульсирующая переменная звезда, мирида (M).